# 419858 Abecheng
419858 Abecheng este o planetă minoră (asteroid) din centura de asteroizi. A fost descoperită pe 1 februarie 2010 la Wise Observatory⁠(d) de Wide-field Infrared Survey Explorer⁠(d). 
Obiectul prezintă o orbită caracterizată de o semiaxă mare de 3,1951441948978 UAi, o excentricitate de 0,1560536093442, o înclinație de 15,091850009134 ° în raport cu ecliptica.